# جوستاف دي لافال
كارل جوستاف باتريك دي لافال (9 مايو 1845 - 2 فبراير 1913) مهندس ومخترع سويدي، قدم إسهامات كبيرة في تصميم التوربينات البخارية وتصميم آلات صناعة الألبان.
تلقى تعليمه في الهندسة الميكانيكية في المعهد الملكي للتكنولوجيا بستوكهولم عام 1866 ثم حصل على درجة الدكتوراه في الكيمياء سنة 1872 من جامعة أوبسالا.
عام 1882 أعلن عن أفكاره في تصميم التوربينات البخارية  وهو ما استطاع تطبيقه عمليا عام 1887 حين صنع نموذجا مصغرا لتوربين بخاري لشرح الفكرة.
وفي عام 1890 استطاع تطوير فوهة البخار لتزيد سرعة البخار المندفع عبر الفوهة إلى مايفوق سرعة الصوت اعتمادا على طاقة البخار الحركية بدلا عن الاعتماد على ضغطه . ويعرف هذا الاختراع بفوهة دي لافال (بالإنجليزية: de Laval nozzle)‏ ومايزال يستخدم في محركات الصواريخ.

## معرض صور

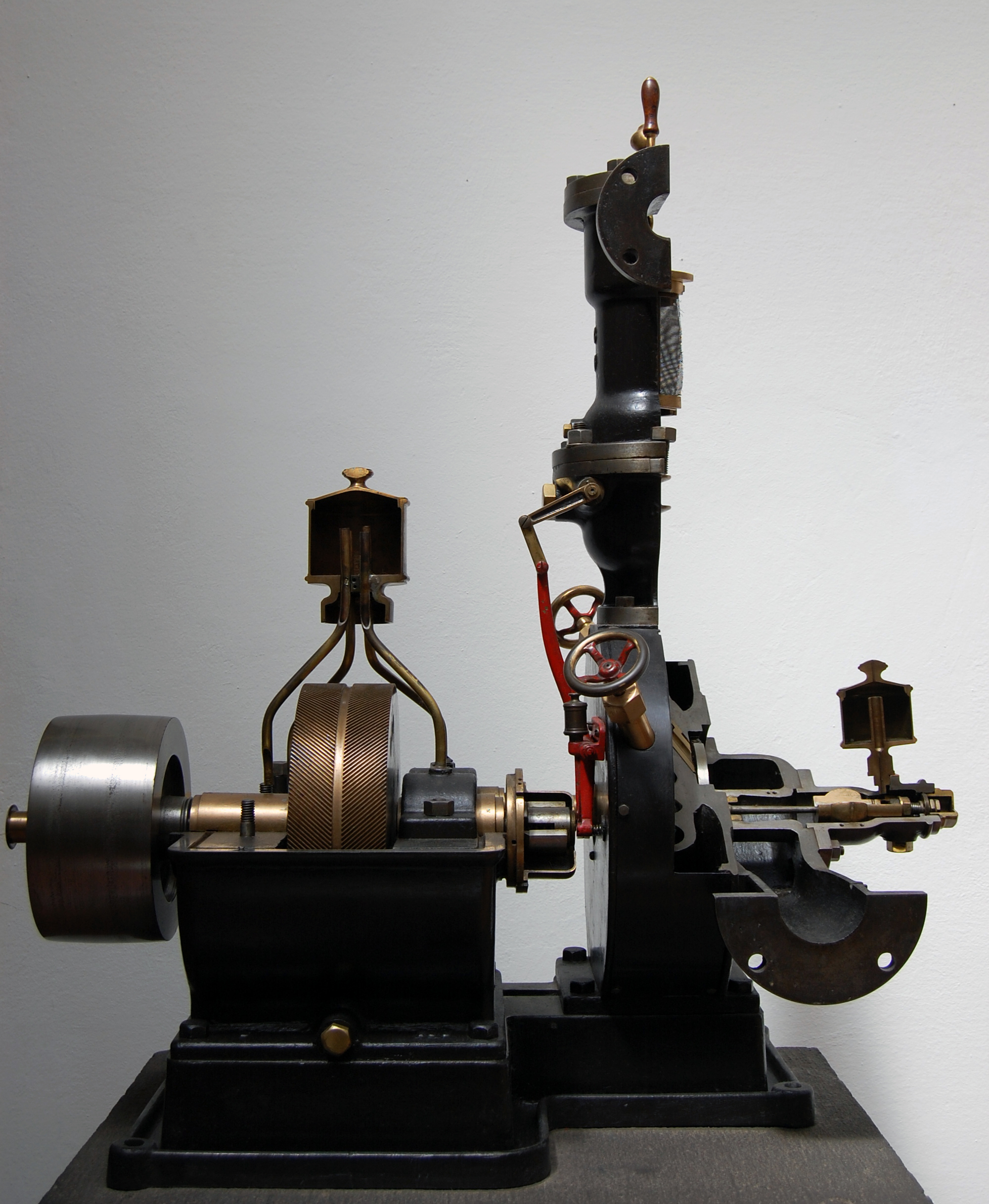
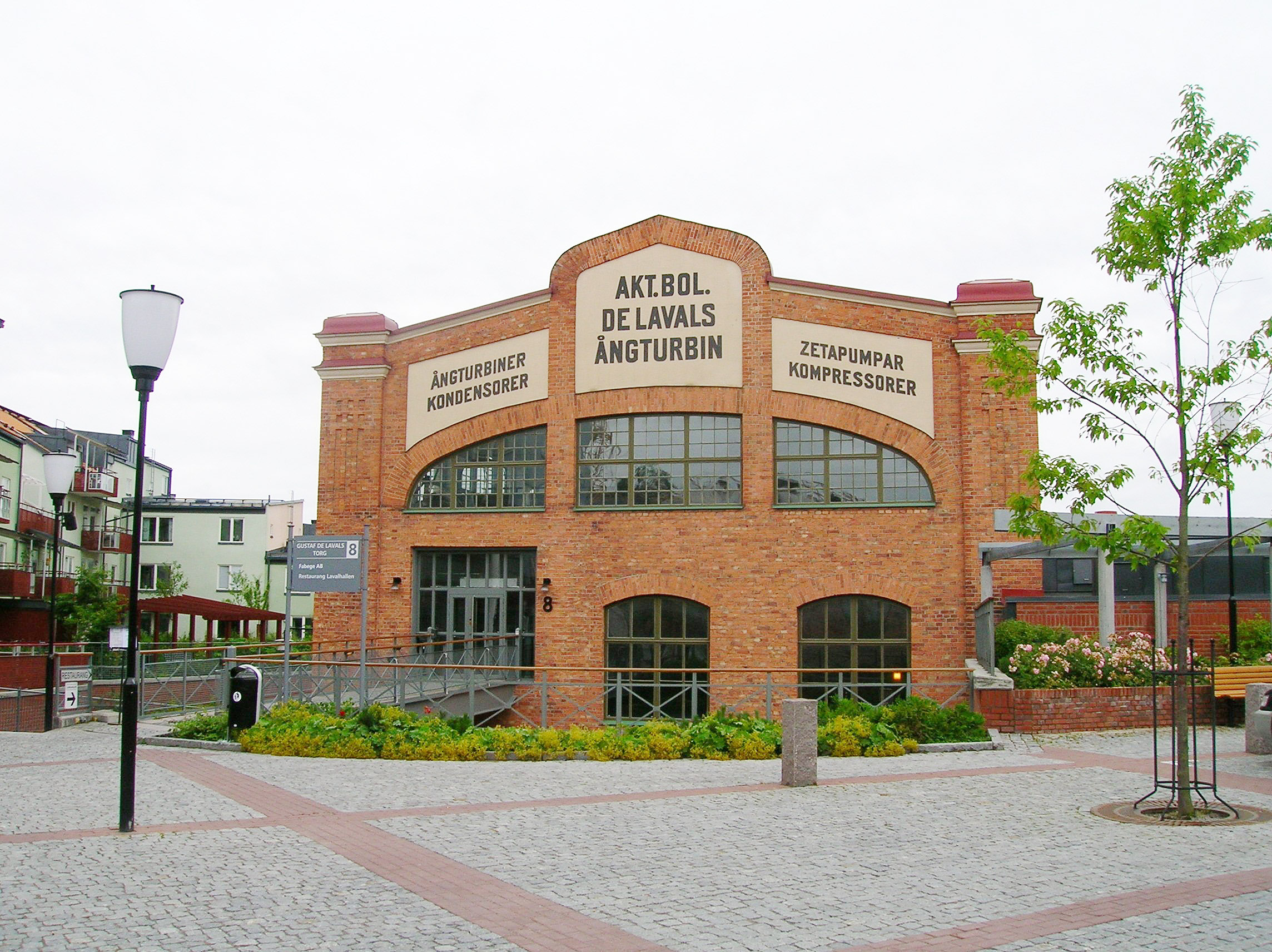
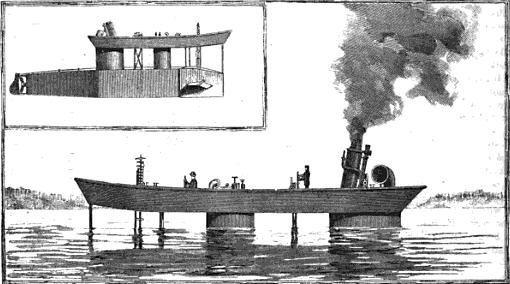

## وصلات خارجية
- ألفا لافال
- دي لافال
- موقع المحركات القديمة